# Hyplosplanchus mugilis
Hyplosplanchus mugilis är en plattmaskart. Hyplosplanchus mugilis ingår i släktet Hyplosplanchus och familjen Haplosplanchnidae. Inga underarter finns listade i Catalogue of Life.